# Estación Lazo
Pour les articles homonymes, voir Lazo.
Estación Lazo, ou simplement Lazo, est une localité rurale argentine située dans le département de Gualeguay et dans la province d'Entre Ríos.

## Démographie
La population de la ville, c'est-à-dire à l'exclusion de la zone rurale, était de 161 habitants en 1991 et de 123 en 2001. La population de la juridiction du conseil d'administration était de 123 habitants en 2001.